# Kiukainen
Kiukainen (Zweeds: Kiukais) is een voormalige gemeente in de Finse provincie West-Finland en in de Finse regio Satakunta. De gemeente heeft een totale oppervlakte van 150 km² en telde 3438 inwoners in 2003.
Op 1 januari 2009 werd de gemeente samengevoegd met Eura.

## Plaatsen in de voormalige gemeente
Eurakoski, Harola, Hiukko, Köylypolvi, Laihia, Laukola, Mäkelä, Panelia AS, Panelia, Peltomaa, Rahvola, Saarenmaa en Vaanii.